# Nimmerdor
Nimmerdor (1972 - avril 2003) est un étalon de race KWPN, élu « étalon du siècle » en l'an 2000.

## Histoire
Il naît en 1972 à l'élevage de J. A. Dijkstra aux Pays-Bas. Propriété de Wiepke van de Lageweg , il est monté par Bert Romp, puis Albert Voorn.

## Description
Inscrit au stud-book du KWPN, il toise 1,68 m et est de robe baie.

## Origines
Nimmerdor est un fils de l'étalon Farn et de la jument Ramonaa, par le Pur-sang Koridon.

## Descendance
Il est le père de Heartbreaker.
Visualiser la lignée de Nimmerdor sous forme de graphe